# Sphalerocynorta ambigua
Sphalerocynorta ambigua is een hooiwagen uit de familie Cosmetidae.